# NGC 3271
NGC 3271是一个位于唧筒座的透鏡狀星系，视星等为11.7，是唧筒座星系团中最亮的星系，距离地球40.7百萬秒差距（132.7 × 106光年），1834年5月1日由約翰·赫歇爾发现。